# Onthophagus urellus
Onthophagus urellus är en skalbaggsart som beskrevs av Antoine Boucomont 1919. Onthophagus urellus ingår i släktet Onthophagus och familjen bladhorningar. Inga underarter finns listade i Catalogue of Life.